# Lac Father
Lac Father är en sjö i Kanada.   Den ligger i regionen Nord-du-Québec och provinsen Québec, i den östra delen av landet, 400 km norr om huvudstaden Ottawa. Lac Father ligger 336 meter över havet. Den ligger vid sjöarna  Lac Doda Lac Du Guesclin Lac Françoise och Lac Stina.
Trakten runt Lac Father är nära nog obefolkad, med mindre än två invånare per kvadratkilometer.